# Der Tunnel

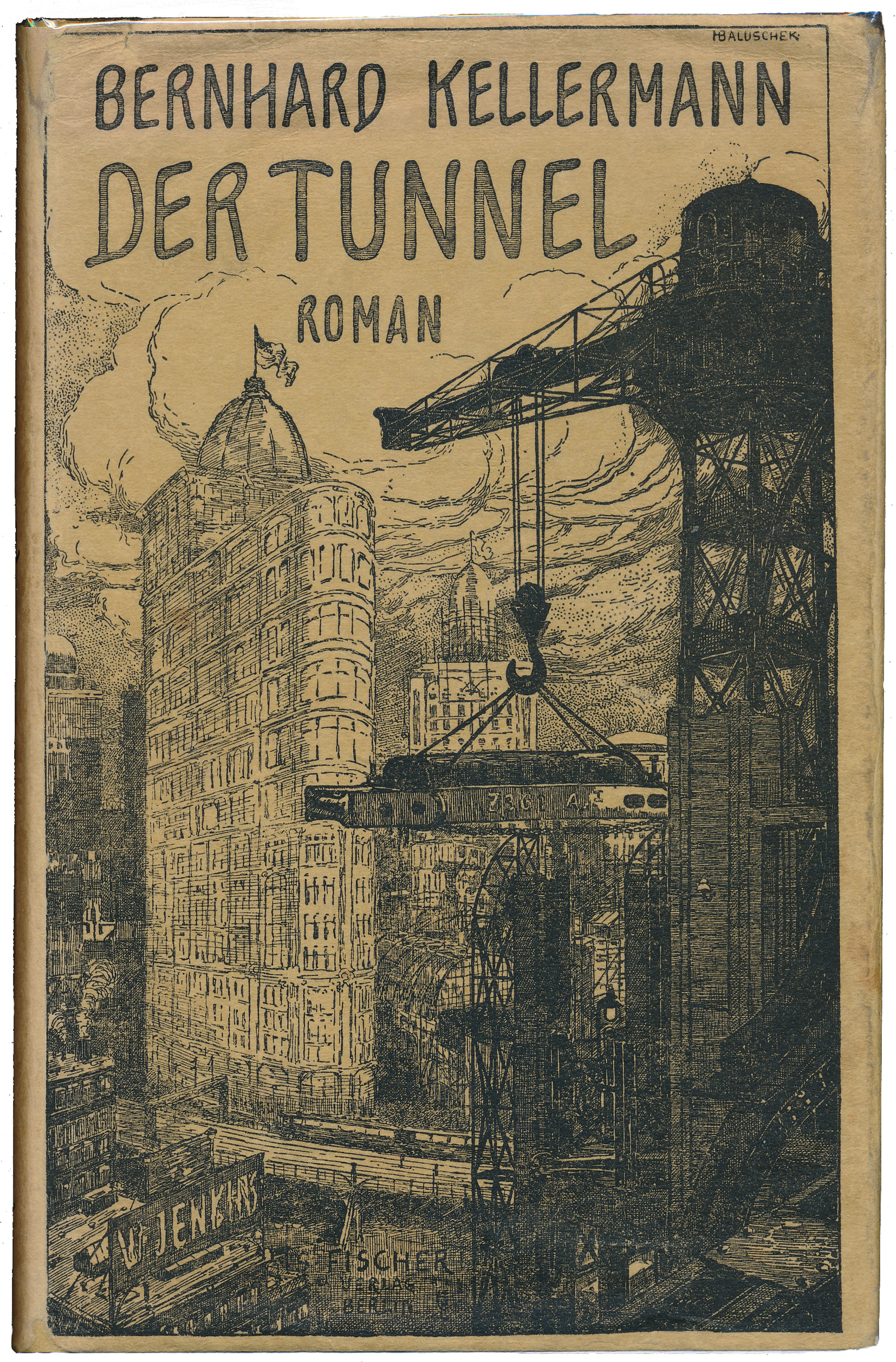
Erstausgabe, Fischer Verlag, Berlin 1913 mit dem Umschlag von Hans Baluschek

Der Tunnel ist das bedeutendste Buch des Schriftstellers Bernhard Kellermann. Es erschien im April 1913 im S. Fischer Verlag, Berlin. Bereits nach einem halben Jahr waren 100.000 Exemplare verkauft; das Werk wurde zu einem der erfolgreichsten Bücher der ersten Hälfte des 20. Jahrhunderts. Bis 1939 erreichte es eine Gesamtauflage in Millionenhöhe, es wurde in mehr als 20 Sprachen übersetzt.

## Inhalt
Der titelgebende Tunnel ist ein Transatlantik-Tunnel, der unter großen Opfern und trotz eines katastrophalen Unfalls gebaut wird.
Protagonist des Romans ist der Ingenieur Mac Allen, genannt „Mac“, der sich vom einfachen Bergarbeiter und Halbwaisen zum Ingenieur hochgearbeitet hat und durch die Erfindung eines „Allanit“ genannten Werkzeugstahls ein Vermögen gemacht hat. Dieser neue Stahl soll es ermöglichen, einen Tunnel unter dem Atlantik zu bauen. Allen plant, von Großbritannien über Nordspanien, die Azoren und die Bermudas die amerikanische Küste 100 km südlich von New York zu erreichen. Das Projekt soll innerhalb von 15 Jahren verwirklicht werden.
Durch seinen Freund, den Architekten Frank Hobby, kommt Allen in Kontakt mit dem amerikanischen Industriellen Charles Horace Lloyd und überzeugt diesen von der Machbarkeit des Projekts. Lloyd sorgt für die nötige Publicity, so dass ein Atlantik-Tunnel-Syndikat gegründet werden kann, das durch Aktienverkauf das nötige Kapital aufbringt. Neben Lloyd und anderen Milliardären werden viele Aktien auch an Kleinanleger rund um die Welt verkauft.
Allen kauft kurz nach der Bekanntgabe der Pläne die nötigen Grundstücke für die fünf Großbaustellen, stellt 180.000 Arbeiter ein und wird zum Helden der Weltpresse. Seine Frau Maud und die gemeinsame Tochter Edith vernachlässigt er aber, da die Arbeit am Tunnel ihn völlig in Anspruch nimmt. Innerhalb mehrerer Jahre entstehen riesige Gezeitenkraftwerke für die Energieversorgung der Pumpen und der geplanten Züge, an den Baustellen wachsen Großstädte für die Arbeiter und ihre Familien. Der Tunnelbau geht zügig voran, obwohl es immer wieder zu Unfällen und fast jeden Tag zu Todesfällen kommt.
Im sechsten Baujahr kommt es während des Schichtwechsels, als besonders viele Arbeiter im Tunnel sind, zu einer großen Explosion, die mehrere tausend Tote fordert. Panik bricht aus, es kommt auf allen Baustellen zu Streiks. Maud Allen, die in Mac City, der Arbeiterstadt am amerikanischen Ende des Tunnels, mehrere soziale Projekte für die Frauen der Arbeiter betreibt, und Edith Allen werden gelyncht. Alle Arbeiter werden entlassen, was zu massenhaftem Elend führt. Die Tunnelbaustelle wird durch die 8000 Ingenieure notdürftig gewartet, die Arbeiten können aber nicht fortgeführt werden.
Ein Jahr später stellt sich heraus, dass S. Woolf, der Leiter des Atlantik-Tunnel-Syndikats, eine große Summe unterschlagen hat. Die Aktienkurse sinken ins Bodenlose, die Gesellschaft kann ihre Dividende nicht mehr zahlen und muss Konkurs anmelden. Allen, der zugeben muss, dass die Angabe von 15 Jahren Bauzeit auf übertrieben optimistischen Annahmen beruht, wird wegen Betrugs verurteilt und verbringt mehrere Jahre im Gefängnis, wird allerdings später rehabilitiert. Allen, der sich persönlich und beruflich gescheitert sieht, zieht sich von der Welt zurück.
Ethel Lloyd, die Tochter von C. H. Lloyd, kümmert sich um Allen und vermittelt ein Gespräch mit ihrem Vater, der den Weiterbau des Tunnels finanzieren will. Allen heiratet Ethel, obwohl er sie nicht liebt, und vollendet den Tunnel schließlich. Lloyd und Allen fahren als erste Passagiere durch den neuen Tunnel.

## Rezeption

### Verfilmungen
- Der Schienenweg unterm Ozean, Deutschland 1915, Regie: Siegfried Dessauer, Kurt Matull
- Der Tunnel (1915), Deutschland 1915, Regie: William Wauer
- Der Tunnel (1933), Deutschland/Frankreich 1933, Versionenfilm mit deutscher und französischer Originalfassung, Regie: Kurt Bernhardt
- The Tunnel (1935) / Transatlantic Tunnel, Großbritannien 1935, Regie: Maurice Elvey

### Hörspiele
Im Jahr 1975 produzierte der damalige Südwestfunk (heute: SWR) eine 214-minütige Hörspielfassung in 12 Teilen (Bearbeitung: Hans Werner Knobloch, Regie: Lothar Schluck). Der Bayerische Rundfunk produzierte unter der Regie von Wolf Euba 1985 eine Hörspielfassung von Helmut Swoboda mit einer Dauer von 75 min.